# Piotr Prędota
Piotr Prędota (ur. 20 lipca 1982 w Lublinie) – polski piłkarz, napastnik, wychowanek i wieloletni zawodnik Motoru Lublin.

## Kariera piłkarska
Wychowanek i jeden z najskuteczniejszych strzelców w historii Motoru Lublin. W 243 spotkaniach ligowych w barwach klubu zdobył 67 goli. W 2004 roku zadebiutował w Ekstraklasie w barwach Górnika Łęczna, po czym wrócił do Motoru. W styczniu 2007 roku Prędota przebywał na testach w Dyskobolii, lecz ostatecznie do transferu nie doszło z powodu kontuzji napastnika. W sezonie 2006/2007 III ligi przyczynił się do wywalczenia awansu Motoru, za co w internetowym głosowaniu został uhonorowany przez kibiców tytułem zawodnika sezonu. Po awansie pozostał podstawowym zawodnikiem klubu, grając we wszystkich meczach rundy jesiennej w pełnym wymiarze czasowym.
Po zakończeniu rundy podpisał 2,5-letni kontrakt z walczącym o awans do Ekstraklasy Piastem Gliwice. W następnym sezonie, już na najwyższym szczeblu rozgrywek piłkarskich w Polsce, Prędota w barwach Piasta wystąpił w 16 meczach, nie strzelając bramki. W Pucharze Ekstraklasy i Pucharze Polski zawodnik w barwach gliwickiego zespołu w 9 meczach strzelił 4 gole, zaś w rozgrywkach Młodej Ekstraklasy w 9 meczach strzelił 2 bramki.
4 lipca 2009 roku podpisał kontrakt z Pogonią Szczecin. Zawodnik związał się ze szczecińską drużyną rocznym kontraktem. Zagrał m.in. 4 mecze i strzelił 2 gole w edycji 2009/2010 Pucharu Polski, a jego drużyna doszła do finału, jednak sam Prędota w decydującym meczu nie zagrał.
Wiosną 2011 roku powrócił do Motoru, a w czerwcu 2012 roku podpisał kontrakt z beniaminkiem II ligi – Radomiakiem.